# يوري إيلتشوف
يوري ايلتشوف (8 ديسمبر 1927 في روسيا - 10 فبراير 1988) هو مدرب كرة قدم ولاعب كرة قدم (وحمل سابقاً جنسية الاتحاد السوفيتي) في مركز الوسط. لعب مع لوكوموتيف موسكو.

## وصلات خارجية
- يوري إيلتشوف على موقع عالم كرة القدم.نت (الإنجليزية)